# Jökulsárlón

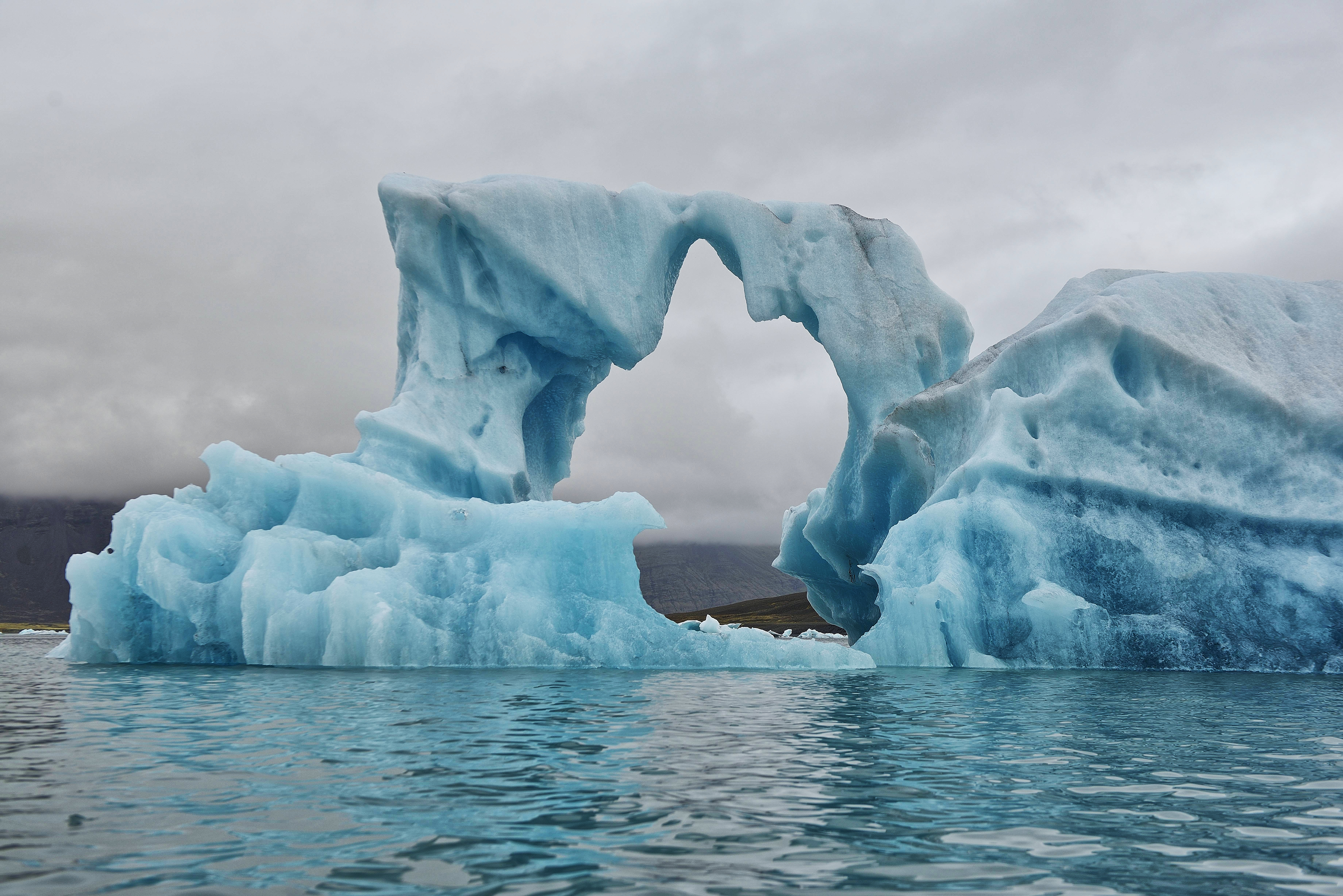
Eisberg-Formation auf dem Gletschersee Jökulsárlón

Der See Jökulsárlón ([ˈjœːkʏlsaurˌlouːn], isländisch jökull ‚Gletscher‘, á ‚Fluss‘, lón ‚Lagune‘, sprich „Gletscherflusslagune“) ist der bekannteste und größte einer Reihe von Gletscherseen in Island. Er liegt am Südrand des Vatnajökull auf dem Breiðamerkursandur zwischen dem Skaftafell-Nationalpark und Höfn. Mit 284 Metern ist er der tiefste See Islands. Seine Fläche beträgt etwa 18 km².
Er liegt auf dem Gemeindegebiet von Hornafjörður.

## Beschreibung

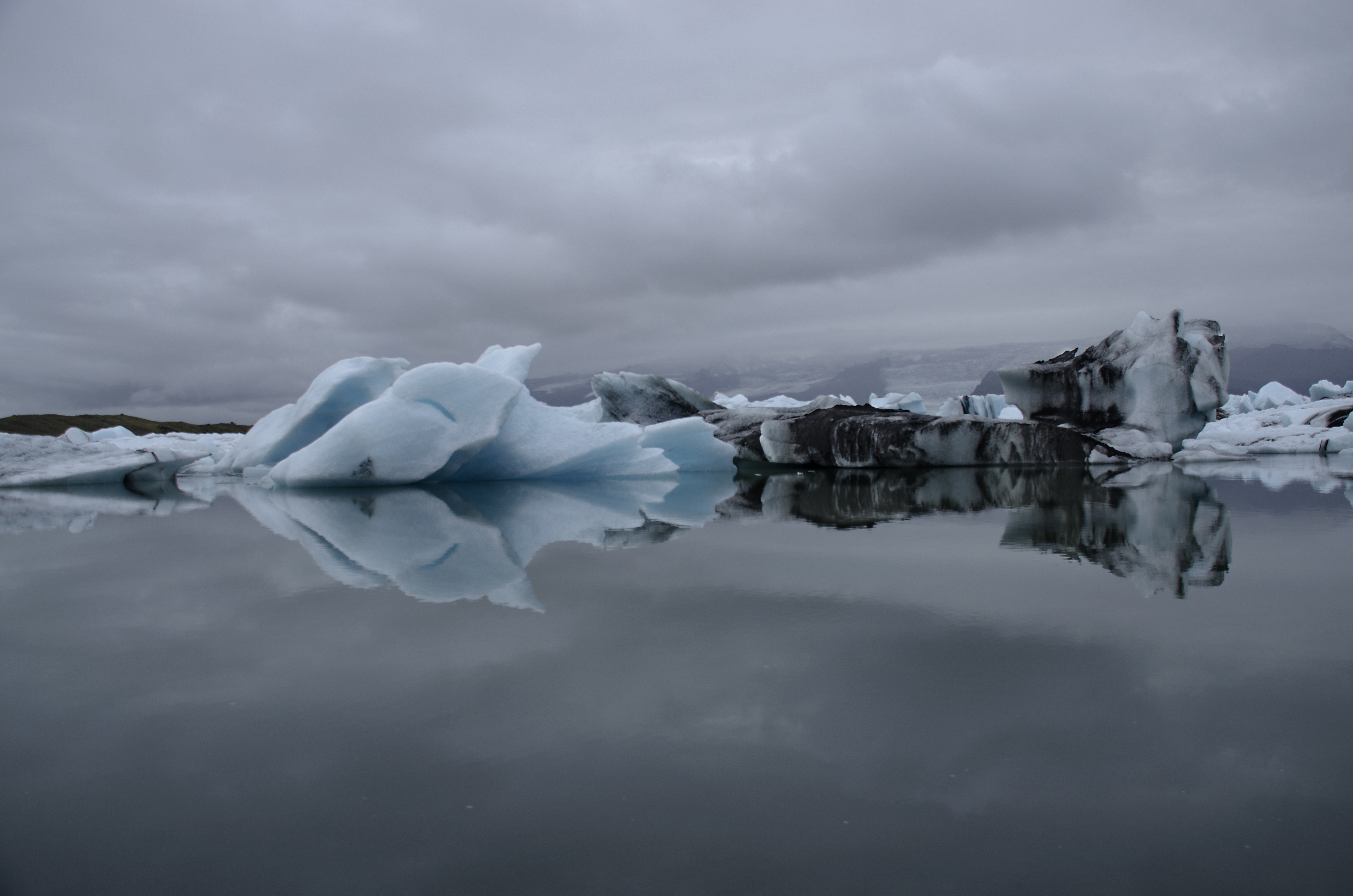
Vielfarbiges Eis am Jökulsárlón

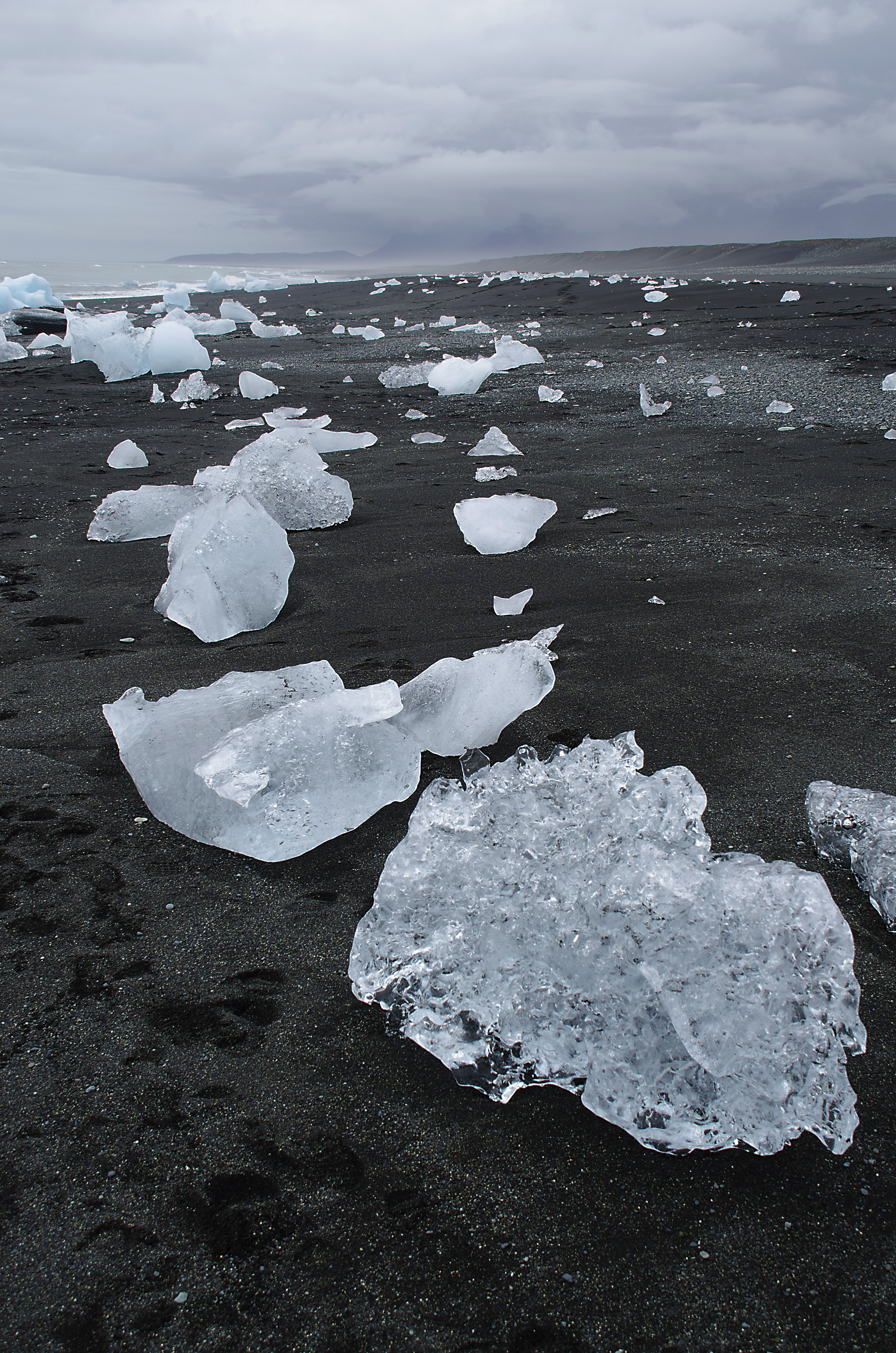
Eis an der Küste vor dem Jökulsárlón (Diamantstrand)

Der Jökulsárlón ist bekannt für die auf ihm treibenden Eisberge, die sich von der Gletscherzunge des Breiðamerkurjökull ablösen und eine Höhe von bis zu 15 Meter erreichen. Deren Eis zeigt unterschiedliche Farben: Blau von verschiedenen Kristallen im Eis und deren Reflexion, Weiß, sowie Grautöne bis hin zu Schwarz durch im Eis enthaltene Vulkanasche.
Am Ufer des Sees befinden sich zahlreiche Wanderwege. In den Monaten Juni und Juli nisten die Großen Raubmöwen (Skua) nahe dem Gletschersee. Weiterhin gibt es im Jökulsárlón Robben.
In der Nähe befinden sich zwei weitere Gletscherseen, der viel kleinere und abgelegenere Fjallsárlón, mit kleineren Eisbergen, sowie der Breiðárlón.

## Geografie

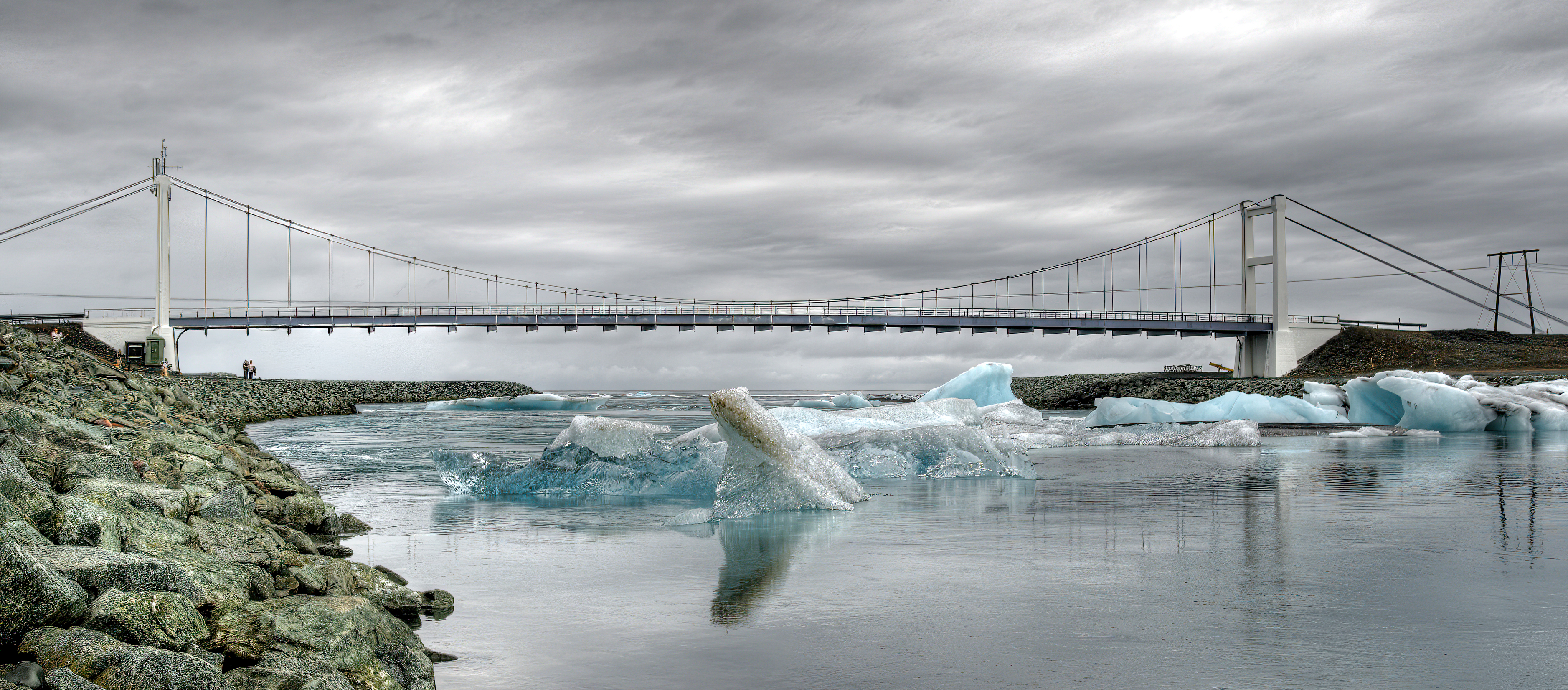
Brücke über den Fluss Jökulsá á Breiðamerkursandi

Der kurze Fluss von diesem See zum Meer heißt Jökulsá á Breiðamerkursandi, wie auch viele andere Flüsse in Island Jökulsá („Gletscherfluss“) heißen. Er wird von einer Brücke der Ringstraße (Hringvegur) überspannt, die teilweise direkt neben dem See verläuft. Gegen die Meeresbrandung und die damit verbundene Erosion der Küste sind die Brücke und die Ufer der Jökulsá stark befestigt.
Abhängig von den Gezeiten ist die Strömung der Jökulsá unterschiedlich stark. Sie kann sich auch umkehren, so dass Salzwasser vom Meer in den See strömt, was dessen Zufrieren verhindert. Bei meerwärts gerichteter Strömung werden Eisberge aus dem See ins Meer gespült und teilweise am angrenzenden schwarzen Basaltsandstrand abgelagert, weshalb dieser mitunter Diamantstrand genannt wird.
Der richtige Name lautet Eystri-Fellsfjara.

## Geschichte
1975 war der See etwa 7,9 km² groß, wuchs aber auf 18 km² auf Grund der Schmelze des Gletschers an. Der See und das umliegende Land gehörten zu dem Bauernhof Fell und waren also Privateigentum. Dieses stand zum Verkauf und im Januar 2017 machte der isländische Staat von seinem Vorkaufsrecht Gebrauch und kaufte das Naturdenkmal.
Am 25. Juni 2017 unterschrieb die Umweltministerin Björt Ólafsdóttir die Urkunde und stellte dieses Gebiet unter Schutz. Dadurch wird der Vatnajökull-Nationalpark um 189 km² vergrößert. Das Gebiet umfasst auch einen Teil vom Breiðamerkursandur und vom Fjallsárlón.
Am 25. August 2024 stürzte nahe des Jökulsárlón eine Eishöhle ein. Ein US-amerikanischer Tourist kam ums Leben. Seine Partnerin, ebenfalls US-Amerikanerin, wurde schwer verletzt.

## Im Film
Der Gletschersee diente bereits als Schauplatz für bekannte Filmproduktionen wie James Bond – Stirb an einem anderen Tag, James Bond 007 – Im Angesicht des Todes, Tomb Raider, Beowulf & Grendel und Batman Begins. Damit Fahrzeuge auf dem See fahren können, wurde für den James-Bond-Film Stirb an einem anderen Tag der Zugang zum Meer verschlossen.

### Fotos und Videos
- Livestream auf YouTube

### Wissenschaftliche Beiträge
- A. Schomaker: Expansion of ice-marginal lakes at Vatnajökull ice-cap, Iceland, from 1999–2009. Geomorphology, Vol. 119, Is. 3-4, 1 July 2010, p. 232-36.  (englisch)

.